# BP Oil España Heliport

i8
i11
i13
Der BP Oil España Heliport ist ein Hubschrauberlandeplatz im Gemeindegebiet der Stadt Castellón de la Plana in der Autonomen Region Valencia.
Der Flugplatz liegt etwa 6 Kilometer südöstlich von Castellón de la Plana an der Hauptstraße zum Gelände der BP Ölraffinerie Castellón S.A. Der Heliport entspricht der ICAO-Brandschutzkategorie H 2 für Hubschrauber mit einem Rotorkreisdurchmesser von max. 24 Meter. Der Heliport wurde in der AIP AD 1.3-8 veröffentlicht und ist seit 2008 zur Durchführung von gewerbsmäßigen Flügen zugelassen. Betreiber ist die BP Oil España (Castellón).